# Abraham ben Abraham

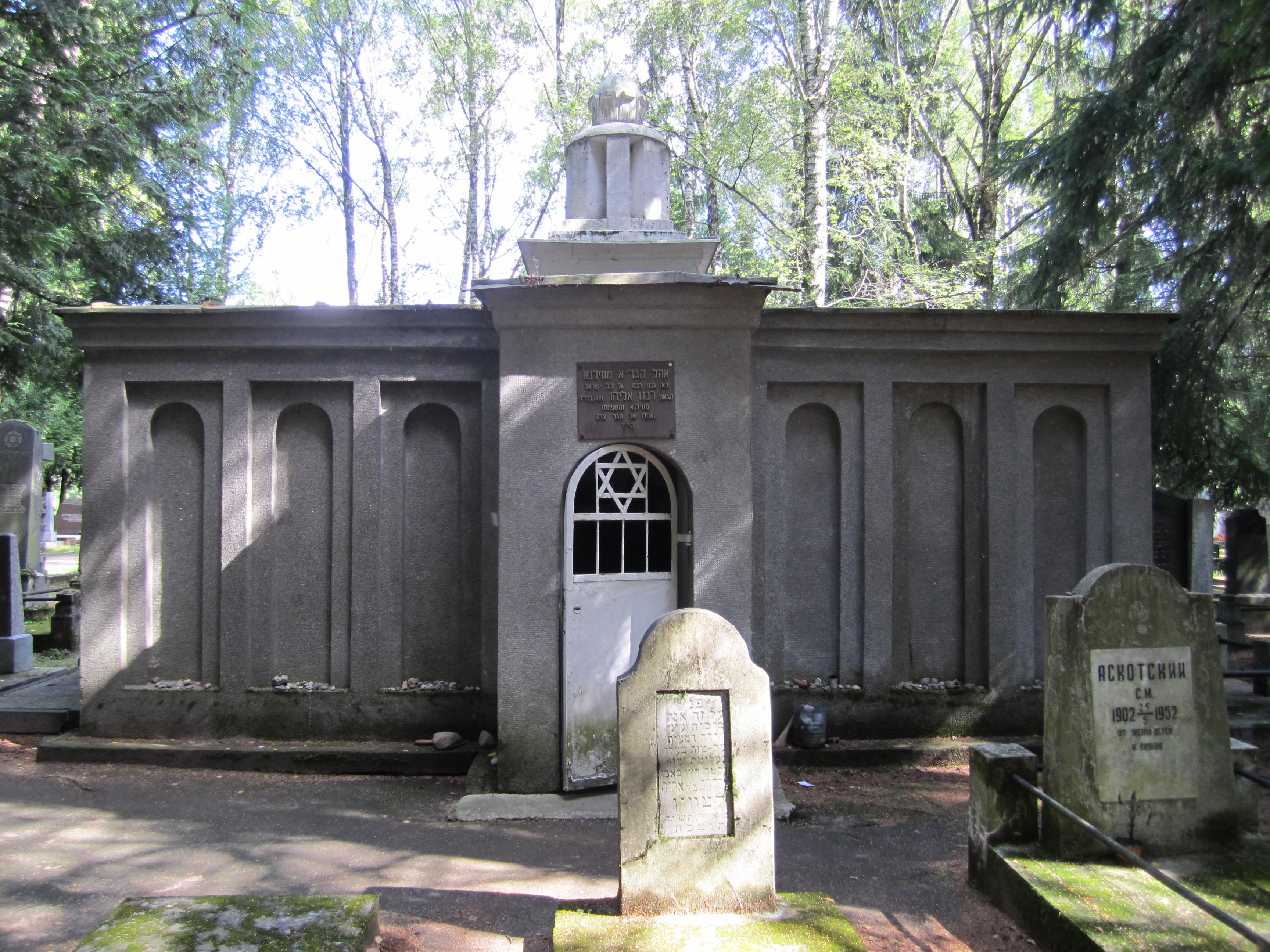
Grab des Gaon von Wilna sowie von Abraham ben Abraham

Abraham ben Abraham (geb. um 1700 als Walentyn Potocki; gest. 24. Mai 1749 in Wilna, Polen-Litauen) war ein Mitglied der polnischen Magnatenfamilie Potocki, der vom Katholizismus zum Judentum übertrat und von der Kirche zum Tod auf dem Scheiterhaufen verurteilt wurde. Seine Asche sei Jahrzehnte später auf dem Grab des Gaon von Wilna verstreut worden. Während orthodoxe Juden diese Überlieferungen als wahr akzeptieren, werden sie von einigen Gelehrten teilweise in Frage gestellt.

## Überlieferungen

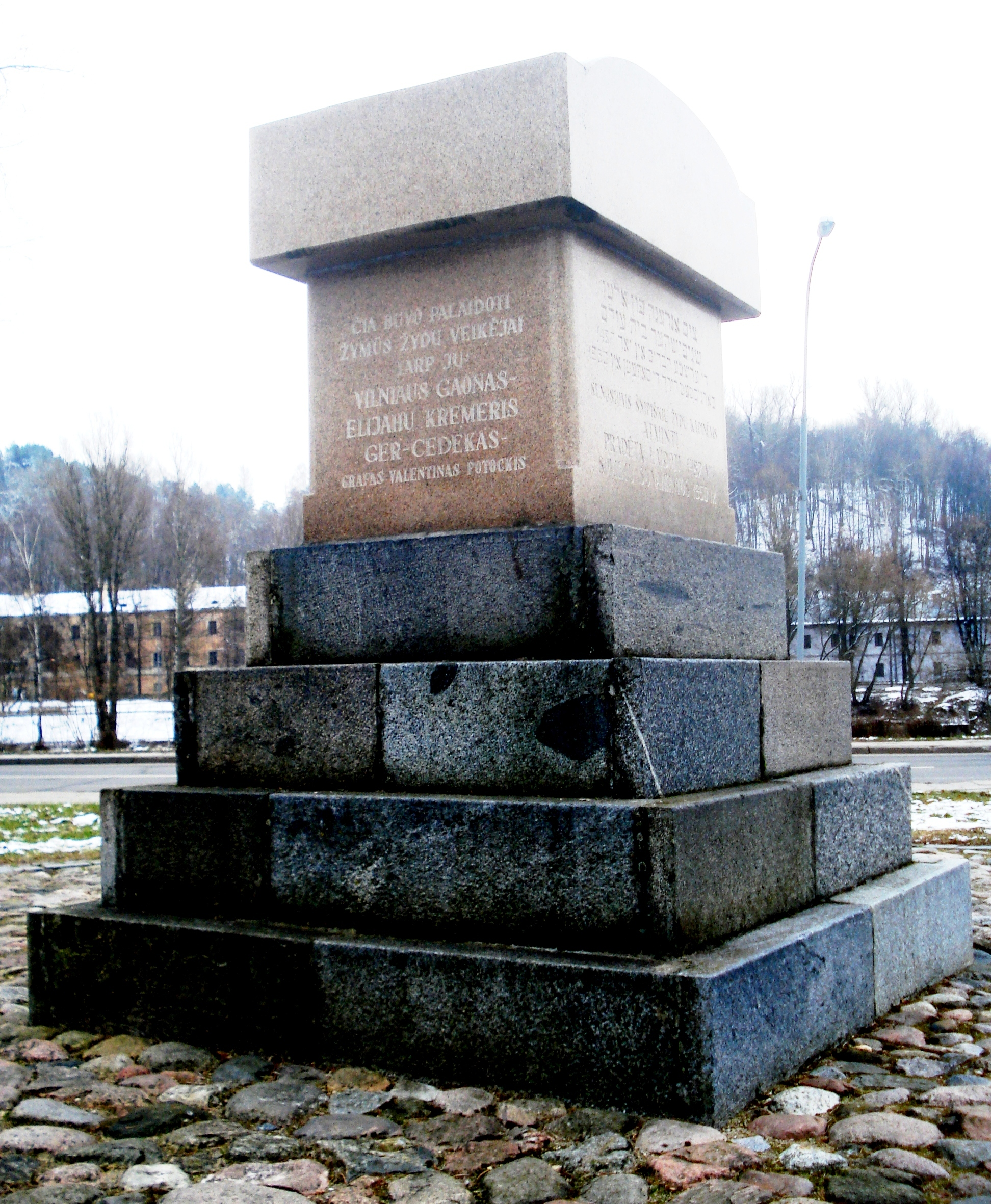
Gedenkstein auf dem ehemaligen jüdischen Friedhof in Šnipiškės

Die bekannteste Version der Geschichte von Walentyn Potocki entstammt einer russischen Übersetzung des polnischen Schriftstellers Józef Ignacy Kraszewski, eines Verfassers von historischen Romanen. Sie findet sich im dritten Band von Kraszewskis 1840–1842 verfasster Geschichte Wilnas von den Anfängen bis 1750 (Wilno od początków jego do roku 1750), mit Bezugnahme auf ein 1766 veröffentlichtes hebräisches Buch von Jehuda Hurwitz (1734–1797), Arzt und Autor aus Amsterdam. Nach dieser Erzählung hätten Potocki und sein ebenfalls katholischer Freund Zaremba während eines Studienaufenthalts in Paris einen alten Juden getroffen, der sie einige Monate in der hebräischen Sprache und in Texten aus dem Alten Testament unterrichtet hätte, worauf Potocki nach einem Umweg über Rom nach Amsterdam gezogen und dort zum Judentum übergetreten sei. Er sei als Ger Zedek („Gerechter Konvertit“) bezeichnet worden und habe aus diesem Anlass den Namen Abraham ben Abraham angenommen. (Nach jüdischer Tradition erhält ein Konvertit zum Judentum den jüdischen Zusatznamen  Ben Abraham, d. h. Sohn Abrahams.) Daraufhin sei er in seine Heimat zurückgekehrt und hätte sich in Ilya im Gouvernement Wilna (heutiges Belarus) niedergelassen. Nach einer Denunziation an kirchliche Behörden sei er eingekerkert und am zweiten Tag von Schawuot im Mai 1749 in Wilna auf dem Scheiterhaufen verbrannt worden.
Nach jüdischen Überlieferungen sei die Asche des Konvertiten nach dem Tod des Gaon von Wilna, der Abraham ben Abraham persönlich gekannt und unterstützt haben soll und im Oktober 1797 starb, auf dessen Grab verstreut worden. Auf dem Gelände des zu Sowjetzeiten im Jahr 1950 zerstörten ehemaligen jüdischen Friedhofs in Šnipiškės befindet sich zudem ein Gedenkstein zur Erinnerung an den früher hier begrabenen Gaon von Wilna und an Abraham ben Abraham, der hier als Ger Zedek bezeichnet wird.

## Jüdische Quellen
- The Incredible Story of the Righteous Convert of Vilna aish.com
- Potocki (Pototzki), Count Valentine (Abraham b. Abraham) in Jewish Encyclopedia
- Who is Buried in the Vilna Gaon’s Tomb? Archiv Schnayer Z. Leman, in Jewish Action
- Jacob S. Raisin: The Haskalah Movement in Russia Projekt Gutenberg-DE, 2005

## Weitere Quellen
- Janusz Tazbir: The Mystery of Walentyn Potocki in: Kwartalnik Historyczny 3/2003. Auszug aus dem Archiv
- Jacek Moskwa: Die Legende vom gerechten Bekehrten: Eine verheimlichte oder erfundene Geschichte? Archiv, polnisch